# Dietmar Schweninger
Dietmar Schweninger es un esquiador paralímpico austríaco.

## Carrera
Representó a Austria en los Juegos Paralímpicos de Invierno de 1980, 1984 y 1988. En total ganó dos medallas de oro y dos de bronce en esquí alpino. 
También compitió en eslalon gigante masculino para el evento de amputados de un solo brazo en esquí adaptado de los Juego de Invierno de 1984, un deporte de demostración durante los Juegos Olímpicos de 1984.

## Palmarés
| Año  | Competencia                          | Ubicación          | Posición     | Evento                          | Registro |
| ---- | ------------------------------------ | ------------------ | ------------ | ------------------------------- | -------- |
| 1980 | Juegos Paralímpicos de Invierno 1980 | Geilo, Noruega     | tercer lugar | Eslalon 3A para hombres         | 1: 36,32 |
| 1984 | Juegos Paralímpicos de Invierno 1984 | Innsbruck, Austria | tercer lugar | Descenso masculino LW6 / 8      | 1: 03.19 |
| 1984 | Juegos Paralímpicos de Invierno 1984 | Innsbruck, Austria | Primer lugar | Eslalon gigante LW6 / 8, Hombre | 1: 16,90 |
| 1988 | Juegos Paralímpicos de Invierno 1988 | Innsbruck, Austria | Primer lugar | Eslalon LW6 / 8, hombres        | 1: 14,76 |